# HAT-P-53
HAT-P-53 — одиночная звезда в созвездии Андромеды на расстоянии приблизительно 2217 световых лет (около 680 парсек) от Солнца. Видимая звёздная величина звезды — +13,73m. Возраст звезды определён как около 4,67 млрд лет.
Вокруг звезды обращается, как минимум, одна планета.
HAT-P-53 не видно невооружённым глазом.

## Характеристики
HAT-P-53 — жёлтый карлик спектрального класса G0. Масса — около 1,093 солнечной, радиус — около 1,10 солнечного, светимость — около 1,341 солнечной. Эффективная температура — около 5744 K.

## Планетная система
В 2015 году командой астрономов, работающих в рамках проекта HATNet, было объявлено об открытии планеты HAT-P-53 b. Это горячий газовый гигант, обращающийся очень близко к родительской звезде, с массой и радиусом, равными 1,48 и 1,31 юпитерианских соответственно. Открытие было совершено транзитным методом.